# Owikeno Lake
Der Owikeno Lake ist ein See im Westen der kanadischen Provinz British Columbia. Der See wurde nach der dort ansässigen Wuikinuxv Nation (Owikeno) benannt.

## Lage
Der Owikeno Lake ist ein gletschergeformter Fjordsee an der zentralen Westküste von British Columbia. Er liegt auf einer Höhe von 15 m in den Coast Mountains. Der 56 km lange See wird aus einer Kette von vier Teilseen, die durch Engstellen voneinander getrennt sind, gebildet. Die Gesamtwasserfläche beträgt 94,5 km². Der unterste Teilsee (Becken 4) ist der größte. Er ist 33 km lang, hat eine Fläche von 68 km² und eine maximale Wassertiefe von 370 m. Der sich anschließende Teilsee (Becken 3) ist 18,9 km² groß. Die beiden oberen Teilseen (Becken 1 und 2) machen lediglich 8 Prozent der Gesamtwasserfläche aus. In den Owikeno Lake münden mehrere gletschergespeiste Zuflüsse. In den obersten Teilsee (Becken 1) münden die beiden Flüsse Inziana River und Tzeo River. In Becken 3 mündet der Sheemahant River. Einen größeren Zufluss des untersten Teilsees (Becken 4) bildet der Machmell River. Der Owikeno Lake wird am westlichen Ende von Becken 4 vom 6 km langen Wannock River zum Rivers Inlet, einem Fjord, entwässert. Am Ausfluss des Sees beträgt der mittlere Abfluss 321 m³/s. Die nächstgelegene Siedlung ist Oweekeno am Nordufer des Wannock River.
Der See befindet sich in der biogeoklimatischen Zone der Westamerikanischen Hemlocktanne. Das Gewässer gilt als oligotroph. Im See kommen neben anderen Fischarten der Rotlachs (Oncorhynchus nerka) und der Dreistachlige Stichling (Gasterosteus aculeatus) vor.